# Benjamin Kleibrink
Benjamin Philip Kleibrink (født 30. juli 1985) er en tysk fægter, der har deltaget i tre olympiske lege og vundet to OL-medaljer. 

## Karriere
Kleibrink er venstrehåndet og konkurrerer i fleuret. Hans første store resultat kom i 2005, hvor han i januar vandt bronze ved Grand Prix i Paris og en uge senere vandt bronze i World Cup i Venedig. I februar vandt han World Cup-stævnet i Seoul og ugen efter i La Coruña i Spanien. Han har vundet yderligere en World Cup-sejr samt to Grand Prix-stævner og fået flere podieplaceringer, herunder VM-bronze i 2007. Han har desuden været med til at vinde flere holdmedaljer ved VM.

### OL
Han stillede op ved OL 2008 i Beijing, hvor han efter sejre over en japaner og to kinesere nåede finalen mod japaneren Yuki Ota, som han besejrede med 15-9 og dermed sikrede sig sin karrieres største triumf samt den første OL-guldmedalje nogensinde i fleuret til Tyskland.
Han var med igen ved Sommer-OL 2012 i London, hvor han i den individuelle konkurrence tabte sin første kamp, da Yuki Ota fik revanche fra OL-finalen i 2008. Han var også med i holdkonkurrencen, hvor Tyskland efter sejr over Rusland i kvartfinalen tabte knebent med 40-41 til Japan i semifinalen, men sikrede sig bronze med en klar sejr på 45-27 over USA i kampen om tredjepladsen.
Kleibrink stillede igen op ved OL 2020 i Tokyo (afholdt i 2021), hvor han blev nummer 25 individuelt og var med til at blive nummer seks i holdkonkurrencen.